# Spilanthinae
Spilanthinae, maleni podtribus glavočika,  dio tribusa Heliantheae. Sastoji se od pet rodova uglavnom u tropima.

## Rodovi
1. Acmella Rich. ex Pers. (35 spp.)
2. Tetranthus Sw. (4 spp.)
3. Oxycarpha S. F. Blake (1 sp.)
4. Spilanthes Jacq. (7 spp.)
5. Salmea DC. (11 spp.)